# Bertel Hansen
Bertel Hansen ( * 1932 - 2005 ) fue un botánico, briólogo danés. Sus primeros trabajos se centraron en turberas altas, el tipo de vegetación que conserva mayor cantidad de información sobre el pasado del clima y del ambiente.
En 1957 se casó con su colega Birgit Degerbøl. Realizaron extensas expedicones botánicas a Tailandia.
Fue curador de importantes herbarios universitarios, y se retiró en 1999; falleciendo su esposa en 2004.

## Algunas publicaciones
- „Balanophoraceae“. En: Flora Neotropica 23 : 41-45

## Honores

### Epónimos
- (Acanthaceae) Justicia hansenii Sivar. & P.Mathew[1]
- (Araceae) Aridarum hansenii Bogner[2]
- (Aristolochiaceae) Aristolochia hansenii Phuph.[3]
- (Asteraceae) Pericallis hansenii (G.Kunkel) Sunding[4]
- (Rosaceae) Drymocallis hansenii Rydb.[5]

- La abreviatura «B.Hansen» se emplea para indicar a Bertel Hansen como autoridad en la descripción y clasificación científica de los vegetales.[6]